# Họ Huyết bì thảo
Họ Huyết bì thảo (danh pháp khoa học: Haemodoraceae) là một họ thực vật có hoa. Họ này được nhiều nhà phân loại học công nhận. Họ phân bố chủ yếu ở Nam bán cầu, được tìm thấy ở Nam Phi, Australia, New Guinea và châu Mỹ (từ đông nam Hoa Kỳ tới vùng nhiệt đới Nam Mỹ).
Có lẽ được biết đến nhiều nhất là các loài "bàn chân kangaroo" được trồng làm cảnh tại Australia của hai chi có quan hệ họ hàng gần, với danh pháp Anigozanthos và Macropidia.
Hệ thống APG II năm 2003 (không thay đổi từ hệ thống APG năm 1998) cũng như hệ thống APG III năm 2009 và hệ thống APG IV năm 2016 đều công nhận họ này và đặt nó trong bộ Commelinales thuộc nhánh commelinids của thực vật một lá mầm. Họ này bao gồm khoảng 13 chi và 75-116 loài cây thân thảo sống lâu năm.
Các lá lớn, bóng như da, mép lá nguyên, hình gươm. Lá được bao bọc trong áo lá, mọc so le thành 2 dãy.
Các loài trong họ này là lưỡng tính. Thụ phấn chủ yếu nhờ côn trùng, nhưng cũng nhờ chim và đôi khi cả thú nhỏ. Các hoa có lông tơ mọc tại đầu các cuống không lá thành xim (với các cành bên), chùy hay chùm hoa.

## Phân loại
- Phân họ Haemodoroideae[5][6]: 8 chi, 39 loài[5]
  - Barberetta
  - Dilatris
  - Haemodorum - Khoảng 20 loài huyết bì thảo[5]
  - Lachnanthes
  - Pyrrorhiza
  - Schiekia
  - Wachendorfia
  - Xiphidium
- Phân họ Conostylidoideae[5][6]: 5 chi, 80 loài[5]
  - Tông Conostylideae
    - Anigozanthos (bao gồm cả Anigosanthos, Anigosia, Macropidia, Schwaegrichenia) - vuốt kangaroo
    - Blancoa (bao gồm cả Styloconus)
    - Conostylis (bao gồm cả Androstemma) - khoảng 50 loài[5]
    - Phlebocarya

  - Tông Tribonantheae
    - Tribonanthes

## Phát sinh chủng loài
Cây phát sinh chủng loài dưới đây lấy theo APG III.
|  | Commelinaceae |
|  |               |
|  | Hanguanaceae  |
|  |               |

|  | Philydraceae                                                     |
|  |                                                                  |
|  | \| \| Haemodoraceae \| \| \| \| \| \| Pontederiaceae \| \| \| \| |
|  |                                                                  |
|  | Haemodoraceae                                                    |
|  |                                                                  |
|  | Pontederiaceae                                                   |
|  |                                                                  |

|  | Haemodoraceae  |
|  |                |
|  | Pontederiaceae |
|  |                |

|  | Commelinaceae |
|  |               |
|  | Hanguanaceae  |
|  |               |

|  | Philydraceae                                                     |
|  |                                                                  |
|  | \| \| Haemodoraceae \| \| \| \| \| \| Pontederiaceae \| \| \| \| |
|  |                                                                  |
|  | Haemodoraceae                                                    |
|  |                                                                  |
|  | Pontederiaceae                                                   |
|  |                                                                  |

|  | Haemodoraceae  |
|  |                |
|  | Pontederiaceae |
|  |                |